# Gliese 488
Gliese 488 is een rode dwerg met een spectraalklasse van M0.V. De ster bevindt zich 34,75 lichtjaar van de zon.